# Mount Morris (villa)
Mount Morris es una villa ubicada en el condado de Livingston en el estado estadounidense de Nueva York. En el año 2000 tenía una población de 3,266 habitantes y una densidad poblacional de 620 personas por km².

## Geografía
Mount Morris se encuentra ubicada en las coordenadas 42°43′23″N 77°52′37″O / 42.72306, -77.87694.

## Demografía
Según la Oficina del Censo en 2000 los ingresos medios por hogar en la localidad eran de $31,792, y los ingresos medios por familia eran $37,143. Los hombres tenían unos ingresos medios de $32,464 frente a los $20,052 para las mujeres. La renta per cápita para la localidad era de $15,107. Alrededor del 14.3% de la población estaban por debajo del umbral de pobreza.